# شهرستان ناکوو
شهرستان ناکوو (به لهستانی: Nakło County) یک شهرستان در لهستان است که در استان کویافسکو-پومورسکی واقع شده‌است.

## خصوصیات
شهرستان ناکوو ۱٬۱۲۰٫۴۸ کیلومترمربع مساحت و ۸۴٬۷۸۶ نفر جمعیت دارد.